# Falkenwand
Die Falkenwand ist ein 1128 m ü. NHN hoher Gipfel in den Bayerischen Voralpen im Isarwinkel.
Die Falkenwand erhebt sich mit einem markanten Felsabbruch über dem nördlich gelegenen Schronbachtal, während sie im Süden nur durch einen wenig ausgeprägten Sattel vom Niederskopf (1293 m) abgesetzt ist. Der Zustieg kann über die Niedersalm erfolgen. Der Berg liegt im Gemeindegebiet von Jachenau im Landkreis Bad Tölz-Wolfratshausen.